# Бекасовидные веретенники
Бекасови́дные верете́нники (лат. Limnodromus) — род птиц семейства бекасовых.

## Описание
Бекасовидные веретенники размером с бекаса и похожи на него и малого веретенника в телосложении, движении и красноватом летнем оперении, отличаются, однако, значительно более короткими ногами. Клюв бекасовидных веретенников длинный, утолщённый на конце и согнутый вниз. Во всех нарядах у птиц отчетливо видна полоса над глазами. Средней длины, относительно короткие ноги зеленоватые. В полёте можно видеть белое, продолговатое, овальное пятно на спине. На крыльях имеется белая окантовка.

## Образ жизни
Бекасовидные веретенники гнездятся в траве на земле, никогда не удаляясь далеко от воды и питаются преимущественно улитками, насекомыми и другими беспозвоночными, которых они находят своими длинными клювами в тине водоёмов, реже также растениями.

## Виды
Род включает в себя три вида:
- Короткоклювый бекасовидный веретенник (Limnodromus griseus) — выводковая птица, имеет 3 подвида в северной Канаде и Аляске. Этот вид зимует в области от юга США до Бразилии и может крайне редко в результате случайных залётов в Западной Европе.
- Американский бекасовидный веретенник (Limnodromus scolopaceus) — выводковая птица тундры Северной Америки и Восточной Сибири, вид мигрирует зимой на юг США и в Центральную Америку. Она редко, но регулярно наблюдается в Западной Европе. Так птиц наблюдали за период с 1958 по 1996 год — 216 раз. В большинстве случаев это были молодые птицы, которые достигали Европы, чаще всего, в сентябре и октябре[3] . Короткоклювого и американского бекасовидного веретенника сложно отличить друг от друга. Долгое время они считались одним видом.
- Азиатский бекасовидный веретенник (Limnodromus semipalmatus) — выводковая птица степей Сибири, Монголии и северо-востока Китая, зимой вид мигрирует в Юго-Восточную Азию, Австралию и Новую Зеландию, важные регионы зимовки — это дельта Banyuasin на Суматре и Ujung Pangkah на Яве.

Все 3 вида — перелётные птицы.